# Octave Godard
Pour les articles homonymes, voir Godard.
Octave Godard, né le 15 avril 1877 à Lamotte-Buleux et mort le 22 mars 1958 à Nice, est un architecte paysagiste français, qui a participé à l'invention du jardin méditerranéen.

## Biographie
Né en 1877 de Jean Batiste Albérie Godard, manouvrier, et Alexandrine Augustine Maria Cointe, son épouse, Octave Jean Baptiste Adrien Godard a été un élève de l'école nationale d’horticulture de Versailles. Il a été formé au sein de l'agence d'Édouard André.
Sa carrière s'est essentiellement déroulée sur la Côte d'Azur.
Il a notamment réalisé le jardin de la villa Les Palmiers à Nice, connue aujourd'hui sous le nom de Palais de Marbre abritant depuis 1965 les Archives municipales de Nice et de villa Les Grands Cèdres. Son œuvre est réalisée à une époque où l'art des jardins sur la Riviera est en plein renouveau. Au début du XXe siècle, des paysagistes tels que Harold Peto, Jean Claude Nicolas Forestier et Ferdinand Bac participent à l'invention du jardin méditerranéen caractérisé par le retour aux formes régulières, la prise en compte du site et le respect du caractère local.
Dans ce contexte, Octave Godard a tenté, dès 1921 dans le Bulletin de la Société d'horticulture pratique de Nice et des Alpes-Maritimes, d'énoncer les règles d'un « Art des jardins dans le Midi ». Ces principes de composition cherchent à concilier un retour à la tradition des jardins français des XVIe siècle et XVIIe siècle avec l'esprit du début du XXe siècle, qui est la conservation du caractère local et agreste des lieux. Il l'a défini comme un jardin de « style mixte traditionnel » qui est un jardin régulier et, suivant la topographie, soit en terre-plein, soit sur plusieurs terrasses, orné de parterres fleuris et de tapis verts, et planté d’essences méditerranéennes. Pour illustrer ces principes, il a publié, en 1927, un ouvrage intitulé « Jardins de la Côte d'Azur ». Octave Godard y a écrit que le cyprès pyramidal « est le seul arbre méditerranéen présentant un caractère particulier, et en harmonie avec le caractère de la région provençale ».
Il a été membre de la Société d'horticulture pratique de Nice et des Alpes-Maritimes dont il est secrétaire général en 1925.

## Quelques jardins réalisés
- Villa de la Croix des Gardes, à Cannes[3] ;
- Mas de la Croix-des-Gardes ou maison dite Villa Perrier, à Cannes[4] ;
- Château de la Croix des Gardes, pour Paul Girot, en 1926[5],[6] ;
- Villa Les Palmiers, à Nice, en 1923, à la demande d'Édouard Soulas[7] ;
- le parc du Château Sainte-Anne, à Nice (disparu) ;
- Abbaye de Roseland[8], à Nice, en 1923-1927, à la demande d'Édouard Larcade ;
- Villa Bellanda, à Nice[9] ;
- Villa Milford, à Nice[10] ;
- Villa Paloma, à Monaco[11] ;
- Villa La Tourelle, à Saint-Jean-Cap-Ferrat[12].

## Publication
- Jardins de la Côte d'Azur, Massin & Cie Editeurs, Paris, 1927.